# Kunhar
Der Kunhar (Urdu دریائے کنہار) ist ein Fluss in der pakistanischen Provinz Khyber Pakhtunkhwa (ehemals: „Nordwestliche Grenzprovinz“, englisch North-West Frontier Province). 
Der Kunhar entspringt 20 km östlich des Lulusar-Sees. Er durchfließt den Lulusar-Dudipatsar-Nationalpark in westlicher Richtung.
Er durchfließt den See Lulusar, ca. 48 km vom Kaghan-Tal entfernt, und wendet sich nach Süden. Gletscher des Malika Parbat, Makra und des Sees Saiful Muluk tragen auch zum Fluss bei. 
Der Kunhar durchfließt das Kaghan-Tal, die Gegenden Jalkhand, Naran-Tal, Kaghan, Jared, Paras und Balakot in südlicher Richtung. Die Nationalstraße N-15 folgt dem Flusslauf.
Der Kunhar ergießt sich 7 km südlich von Muzaffarabad rechtsseitig in den Jhelam.
Der Fluss ist bekannt für seine Forellen.